# シベリウス音楽院の人物一覧
シベリウス音楽院の人物一覧は、シベリウス音楽院に関係する人物の一覧記事。

## 著名な教職員

### 器楽奏者
- 新井淑子
- 舘野泉
- アルト・ノラス
- イルマリ・ハンニカイネン
- ジム・ビアード
- イーゴリ・ベズロドニー

### 作曲家
- エイナル・エングルンド
- ヨーナス・コッコネン
- アウリス・サッリネン
- エイノユハニ・ラウタヴァーラ

### その他
- アッツォ・アルミラ
- レイフ・セーゲルスタム
- ヨルマ・パヌラ
- ニルス＝エリク・フォグシュテット
- レオ・フンテク
- ユッシ・ヤラス

## 卒業生

### 器楽演奏家
- ピエタリ・インキネン
- フレドリク・ウレーン
- ユッカ・エスコラ
- トム・オブ・フィンランド
- アルト・ノラス
- イーロ・ランタラ
- アキ・リッサネン

### 声楽家
- ターヤ・トゥルネン

### 作曲家
- エイナル・エングルンド
- ユリエ・キルピネン
- ヨーナス・コッコネン
- カイヤ・サーリアホ
- アウリス・サッリネン
- エサ＝ペッカ・サロネン
- タウノ・マルッティネン
- ヴァイノ・ライティオ
- エイノユハニ・ラウタヴァーラ

### その他
- アッツォ・アルミラ
- オスモ・ヴァンスカ
- サカリ・オラモ
- サッシャ・ゲッツェル
- ユッカ＝ペッカ・サラステ
- レイフ・セーゲルスタム
- ヨルマ・パヌラ
- ニルス＝エリク・フォグシュテット
- ミッコ・フランク
- サーシャ・マキラ
- ハンヌ・リントゥ